# أبريل بايرون
أبريل بايرون (بالإنجليزية: April Byron)‏ هي مغنية أسترالية، ولدت في 22 مارس 1947 في واربورتون ‏ في أستراليا.

## وصلات خارجية
- أبريل بايرون على موقع ميوزك برينز (الإنجليزية)
- أبريل بايرون على موقع ديسكوغز (الإنجليزية)